# Liste der Stolpersteine in Hermeskeil
In der Liste der Stolpersteine in Hermeskeil werden die vorhandenen Gedenksteine aufgeführt, die im Rahmen des Projektes Stolpersteine des Künstlers Gunter Demnig in Hermeskeil bisher verlegt worden sind.
| Adresse                      | Name         | Inschrift                                                                               | Verlegedatum     | Bild | Anmerkung                                                                                                |
| ---------------------------- | ------------ | --------------------------------------------------------------------------------------- | ---------------- | --- | --- |
| Trierer Straße 55 (Standort) | Moritz Kahn  | Hier wohnte Moritz Kahn Jg. 1890 deportiert 1943 Auschwitz ermordet 3.3.1943            | 30. Oktober 2006 | Bild gesucht Die Wikipedia wünscht sich an dieser Stelle ein Bild vom Ort mit diesen Koordinaten 49.656438 6.94156 . Motiv: Stolperstein Trierer Straße 55 Falls du dabei helfen möchtest, erklärt die Anleitung , wie das geht. BW | geboren am 14. März 1890 in Trier                                                                        |
| Trierer Straße 55 (Standort) | Elise Kahn   | Hier wohnte Elise Kahn geb. Gamiel Jg. 1891 deportiert 1943 Auschwitz ermordet 3.3.1943 | 30. Oktober 2006 | Bild gesucht Die Wikipedia wünscht sich an dieser Stelle ein Bild vom Ort mit diesen Koordinaten 49.656438 6.94156 . Motiv: Stolperstein Trierer Straße 55 Falls du dabei helfen möchtest, erklärt die Anleitung , wie das geht. BW | geboren am 26. März 1891 in Argenschwang im Gedenkbuch des Bundesarchives mit dem Vornamen Elisa erfasst |
| Trierer Straße 55 (Standort) | Gertrud Kahn | Hier wohnte Gertrud Kahn Jg. 1923 deportiert 1943 Auschwitz ermordet 3.3.1943           | 30. Oktober 2006 | Bild gesucht Die Wikipedia wünscht sich an dieser Stelle ein Bild vom Ort mit diesen Koordinaten 49.656438 6.94156 . Motiv: Stolperstein Trierer Straße 55 Falls du dabei helfen möchtest, erklärt die Anleitung , wie das geht. BW | geboren am 3. August 1923 in Hermeskeil                                                                  |